# Мориц Генрих (князь Нассау-Хадамара)
Мориц Генрих Нассау-Хадамарский (нем. Moritz Heinrich von Nassau-Hadamar; 24 апреля 1626, Хадамар — 24 января 1679, Хадамар) — второй князь Нассау-Хадамара из Нассауской династии (1653—1679).

## Биография
Мориц Генрих — третий сын графа Иоганна Людвига (1590—1653), затем князя Нассау-Хадамара (1623—1653), и Урсулы Липпской (1598—1638), дочери графа Симона VI Липпского (1554—1613) и Елизаветы Гольштейн-Шаумбургской.
10 марта 1653 года после смерти своего отца Мориц Генрих унаследовал княжество Нассау-Хадамар. Новый правитель продолжил развитие своей столицы Хадамара, которое начал его отец. Он был особенно вовлечен в развитие городской инфраструктуры, культурного порядка, охраны здоровья и социальных услуг.
17 июля 1663 года князь Мориц Генрих Нассау-Хадамарский продолжил строительство больницы Святой Екатерины на верхней рыночной площади, основы которой заложил его отец. Здание было построено 21 ноября 1663 года.
После того, как его отец перешел в католичество, Мориц Генрих был воспитан как католик и поддерживал Контрреформацию в Хадамаре. В 1658—1666 годах он был ответственным за строительство францисканской церкви на том месте, где ранее было снесена церковь Святого Жиля.
Во второй половине 1675 года князь Мориц Генрих Нассау-Хадамарский построил восьмиугольную часовню Герценберг, которая позднее превратилась в церковь Герценберг.

## Браки и дети
Мориц Генрих Нассау-Хадамарский был трижды женат и стал отцом 13 детей.
30 января 1650 года в Зигене он женился на своей двоюродной сестре Эрнестии Шарлотте (23 октября 1623 — 15 августа 1668), дочери графа Иоганна VIII Нассау-Зигенского. У них родились:
- Эрнестина Людовика (17 февраля 1651, Хадамар — 29 мая 1661, Хадамар)
- Иоганн Герман Ламораль Франц (21 января 1651, Хадамар — 18 февраля 1654, Хадамар)
- Карл Филипп (15 мая 1656 году, Хадамар — 22 июля 1661, Оирсхот)
- Франц Гаспар Отто (29 ноября, Хадамар — 24 февраля 1659, Хадамар)
- Клавдия Франциска (6 июня 1660, Хадамар — 6 марта 1680, Нойштадт-ан-дер-Вальднаб), жена с 1677 года князя Фердинанда Августа Лобковица (7 сентября 1655 — 3 октября 1715)
- Максимилиан Август Адольф (19 октября 1662, Хадамар — 26 мая 1663, Хадамар)

12 августа 1669 года он вторично женился в Зигене на Марии Леопольдине (1652 — 27 июня 1675), дочери графа Иоганна Франца Десидератуса Нассау-Зигена и племяннице своей первой жены. У них родились:
- Леопольд Франц Игнатий (26 сентября 1672, Хадамар — 19 июля 1675, Хадамар)
- Франц Александр (27 января 1674, Хадамар — 27 мая 1711, Хадамар), правящий князь Нассау-Хадамар (1679—1711)
- Лотарь Хью Ламораль Август (4 апреля 1675, Хадамар — 24 июня 1675, Хадамар)

24 октября 1675 года в Хахенбурге князь Мориц Генрих Нассау-Хадамарский в третий раз женился на Анне Луизе (11 апреля 1654, Хахенбург — 23 апреля 1692, Хадамар), дочери графа Салентина Эрнеста фон Мандершейд-Бланкенхайм. У них родились:
- Дамиан Соломон Салентин (24 июля 1676, Хадамар — 18 октября 1676, Хадамар)
- Вильгельм Бернард Людвиг (25 мая 1677, Хадамар — 3 октября 1677, Хадамар)
- Хью Фердинанд Леонор Август (22 мая 1678, Хадамар — 16 апреля 1679, Хадамар)
- Альбертина Иоганетта Франциска Катарина (6 июля 1679, Хадамар — 24 апреля 1716, Анхольт), жена (с 1700 года) принца Отто Людвига Зальм-Нефвиль (ум. 23 ноября 1738).